# ليباز

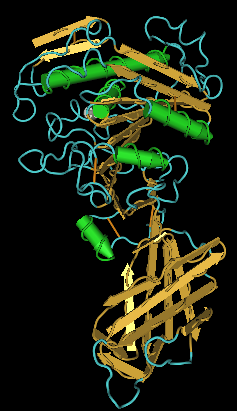
صورة حاسوبية لنوع من بنكرياس الليباز لمولود من خنزير (PDB

ليباز أو اليباسيس (بالإنجليزية: Lipase)‏ هو انزيم يحفز انهيار أو تحلل  الدهون. يباسيس هي فئة فرعية من الاسترات . ينتجه البنكرياس ويختلط بالغذاء في الإثنا عشر.
اليباز يقوم بأداء أدوار أساسية في عملية الهضم والنقل ومعالجة الدهون الغذائية (مثل الدهون الثلاثية، الدهون، الزيوت ) في معظم الكائنات الحية. وجينات ترميز اليباز، موجودة في بعض الفيروسات أيضا . ويعتبر الليباز إنزيمات من نوع الإستراز التي تحلمه الجليسريدات إلى أحماض دهنية وجليسرول، أو أسترات عضوية أخرى إلى الكحول .

## الموقع
انزيم الليباز ينتج في البنكرياس وغدد الأمعاء الدقيقةو لا توجد الليباز فقط في الإفراز الخارجي للمعثكلة، ولكنها موزعة بكثرة في خلايا حيوانية مختلفة، حيث تحرر أحماضا دهنية للتنفس من جليسردات مخزنة، ويوجد الليباز بكثرة في الأحياء الدقيقة والنباتات.

## الوظيفة
يقوم هذا الانزيم بتحلل الدهون من الغذاء إلى غليسيرول (Glycerol) والحموض الدهنية (Fatty acids) في عملية الهضم. يؤدي العوز بهذا الانزيم إلى انتقال الدهون الغير مهضومة في الامعاء، ولغائط دهني.

## الليبازات البشرية
والليباز الرئيسي للإنسان والذي يكون في الجهاز الهضمي يسمى الليباز البنكرياس والبنكرياس والذي هو ذات الصلة ب 2 (PLRP2)، والتي يفرزها البنكرياس . البشر لديهم أيضا العديد من الأنزيمات الأخرى ذات الصلة، بما في ذلك الليباز الكبدي هتش (HL)، و ليباز البطانة ، و ليباز البروتين الدهني . ليس كل من هذه يباسيس تعمل في القناة الهضمية (انظر الجدول).
| الاسم                              | الجين               | الموقع                           | الوصف | الاضطرابات                                                                                                   |
| ---------------------------------- | ------------------- | -------------------------------- | --- | --- |
| الملح الصفراوية تعتمد الليباز      | ؟                   | البنكرياس، حليب الثدي            | يساعد في هضم الدهون | |
| بنكرياس الليباز                    | PNLIP               | عصارة هضمية                      | من أجل عرض الأمثل انزيم النشاط في التجويف القناة الهضمية، يتطلب HPL بروتين آخر، colipase ، الذي يفرز أيضا من البنكرياس. | |
| ليباز الليزوزومية                  | LIPA                | المساحة الداخلية من عضية : يحلول | كما يشار إلى الليزوزومية حمض الليباز (LAL أو LIPA) أو حامض الكوليسترول استر هيدرولاز | الكوليسترول استر مرض تخزين (CESD) و مرض ولمان على حد سوا التي تسببها طفرات في جين ترميز الليباز الليزوزومية. |
| ليباز كبدي                         | LIPC                | البطانة                          | كبدي الليباز الأفعال على ما تبقى من الدهون التي تقوم على البروتينات الدهنية في الدم لتجديد LDL ( البروتين الدهني منخفض الكثافة ) | |
| ليباز البروتين الشحمي              | LPL أو "LIPD"       | البطانة                          | الليباز البروتين الدهني ظائف في الدم للعمل على triacylglycerides التي تقوم على VLDL (منخفض جدا كثافة البروتين الدهني ) بحيث الخلايا يمكن أن يستغرق فترة تصل المحررة الأحماض الدهنية                                                                                   | نقص الليباز البروتين الدهني ينجم عن طفرات في الجين الترميز ليباز البروتين الشحمي .                           |
| هرمون الليباز الحساس               | LIPE                | داخل الخلايا                     | | |
| ليباز المعدة                       | LIPF                | عصارة هضمية                      | وظائف في الرضع في درجة الحموضة شبه محايد للمساعدة في هضم الدهون | |
| ليباز البطانة                      | LIPG                | البطانة                          | | |
| بروتين بنكرياس الليباز ذات الصلة 2 | PNLIPRP2 أو "PLRP2" | عصارة هضمية                      | | |
| بروتين بنكرياس الليباز ذات الصلة1  | PNLIPRP1 أو "PLRP1" | عصارة هضمية                      | بروتين بنكرياس الليباز ذات الصلة1 هي مشابهة جدا لPLRP2 (وربما نشأت عن الجينات الثلاثة عبر الازدواجية الجينات من البنكرياس سلفي واحد الليباز الجينات). ومع ذلك، فان PLRP1 يخلو من نشاط الليباز وتبقى وظيفته غير معروفة، على الرغم من أنه يتم حفظه في عدد من الثدييات . | |
| ليباز اللسان                       | ؟                   | عصارة هضمية                      | نشط في مستويات الحموضة في المعدة. pH المثالية هي حوالي 3.5-6. Screted من قبل النكفية والغدد إيبنر في الجزء الخلفي من اللسان. | |

## وصلات اضافية
- Lipase في المكتبة الوطنية الأمريكية للطب نظام فهرسة المواضيع الطبية (MeSH).

- Selective Inhibitors of Monoacylglycerol Lipase as a Treatment for Neurological Disorders 2004-637
- قاعدة بيانات توجهات البروتينات في الأغشية families/superfamily-90 - Phospholipases A2
- قاعدة بيانات توجهات البروتينات في الأغشية families/superfamily-29 - Outer membrane phospholipase A
- قاعدة بيانات توجهات البروتينات في الأغشية families/superfamily-134 - Cytosolic phospholipase A2 and patatin
- قاعدة بيانات توجهات البروتينات في الأغشية families/superfamily-126 - Bacterial and mammalian phospholipases C
- قاعدة بيانات توجهات البروتينات في الأغشية families/superfamily-88 - α-toxin (a bacterial phospholipase C)